# Chęciny (stad)
Chęciny is een stad in het Poolse woiwodschap Święty Krzyż, gelegen in de powiat Kielecki. De oppervlakte bedraagt 14,12 km², het inwonertal 4227 (2005). Een belangrijke trekpleister in het stadje zijn de ruïnes van het kasteel van Chęciny.